# Срібні каравани

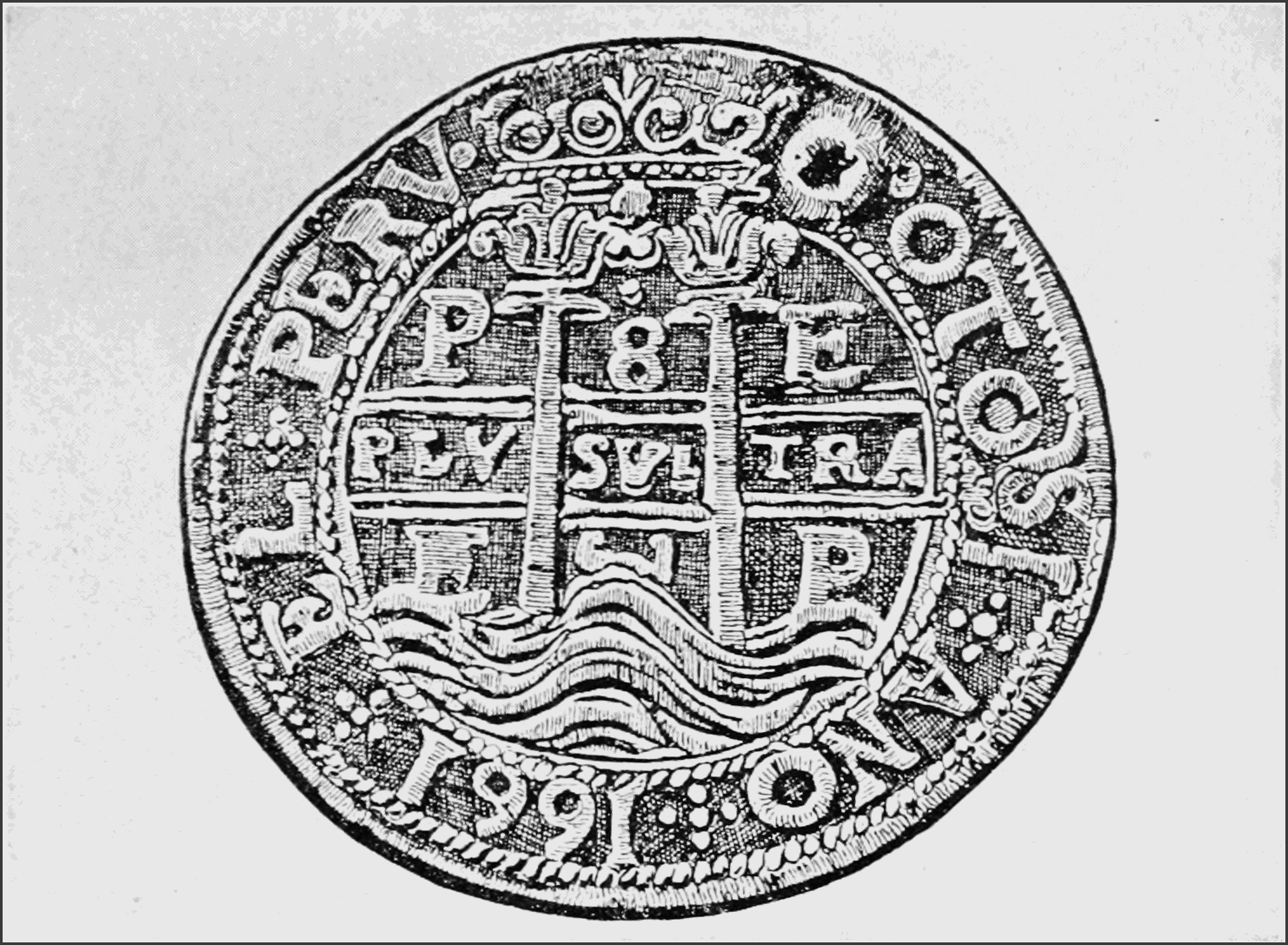
Основний вантаж Іспанських срібних караванів - срібне песо (реал де очо), викарбуване з перуанського срібла (1661 р.)

Іспанські срібні каравани — каравани в'ючних тварин, переважно мулів, які перевозили перуанське срібло та золото з узбережжя Тихого океану по суходільній Королівській дорозі через Панамський перешийок на узбережжя Карибського моря в Атлантичному океані, звідки воно на кораблях транспортувалось далі в метрополію в Іспанії. Суходільні срібні каравани були складовою частиною загального суходольно-морського маршруту по доставці срібла, золота та інших скарбів, видобутих у іспанському Віцекоролівстві Перу в західній частині Південної Америки, через Тихий та Атлантичний океани в Європу.
Срібні каравани використовувався з 20-х років XVI століття (після заснування міста Панама-В'єхо) по XVIII століття. Загальна довжина караванного шляху складала близько 90 кілометрів.
Згідно з даними іспанських архівів, щорічно Срібними караванами перевозилось від 100 до 200 тон срібла.

## Історія
На початку іспанської колонізації Америки, конкістадор Франсіско Пісарро підкорив Імперію інків, яка розташовувалась на території сучасних Перу, Еквадору, Чилі, Болівії та Колумбії. В цих регіонах щорічно видобувалась величезна кількість срібла, в першу чергу в перуанських срібних шахтах в Потосі. Майже усе видобуте в ті часи в Перу срібло переправлялось іспанцями через Атлантику в Європу, для збагачення метрополії і фінансування численних війн в Європі.
Спочатку срібло, видобуте в Потосі та інших копальнях Перу з використанням лам та мулів доставляли в Аріку, а відтак в порт Кальяо, де на нього очікували галеони іспанського Флоту Південного моря (Armada del Маг del Sur). На цих кораблях скарби перевозили в місто Панама на Тихоокеанському узбережжі Панамського перешийка. В Панамі скрині та мішки з сріблом та іншими скарбами перевантажували з кораблів на мулів, після чого по суходільній Королівській дорозі (ісп. El Camino Real), що перетинала Панамський перешийок доправляли з Тихоокеанського на Атлантичне узбережжя по суходолу.
Оскільки срібні каравани перевозили величезне багатство, залишаючись повільним і передбачуваним (на відміну від кораблів), вони, а також міста, в яких Срібні каравани завантажувались або розвантажувались, стали привабливою ціллю для грабіжників та піратів.
В 1572 році англійський приватир Френсіс Дрейк пограбував Номбре де Діос.
В 1573 році люди Дрейка, об'єднавшись з французькими корсарами під орудою Гійома ле Тестю, спільними зусиллями зробили засідку на Королівській дорозі за дві милі від Номбре де Діос і зуміли захопити та пограбувати Срібний караван, що складався з 190 мулів, на яких перевозили близько 30 тонн срібла та золота.
В 1595 році Дрейк знову захопив Номбре де Діос, але цього разу значних скарбів в місті не виявилось. Після цього кінцевий пункт маршруту караванів було перенесено до більш захищеного Портобело.
В 1671 році піратський загін під орудою Генрі Моргана переправився суходолом на Тихоокеанське узбережжя та захопив, пограбував і повністю зруйновав місто Стара Панама на іншому боці Королівської дороги. В результаті цього нападу, Королівська дорога була перенаправлена в нове місто Панама, що було засноване в 5 милях (8 км) на південний захід.
В 1739 році, під час Війни за вухо Дженнінгса, британський флот захопив і зруйнував Портобело.

## Маршрут

Колоніальні комерційні шляхи через Панамський перешийок: ▬▬▬ Королівська дорога до Портобело ▬▬▬ Королівська дорога до Номбре де Діос ▬▬▬ Каміно-де-Крусес (суходольна частина) ▬▬▬ Каміно-де-Крусес (річкова частина)

Кінцевою точкою Срібного каравану спочатку було місто Номбре-де-Діос. З кінця XVI століття, після пограбування і руйнування Номбре-де-Діос англійцями під проводом Френсіса Дрейка, кінцевим пунктом Срібного каравану став більш зручно розташований і захищений порт Портобелло.
Після руйнування Старої Панами в 1671 році ватагою піратів Генрі Моргана, початковою його точкою стала нове місто Панама.
Довжина маршруту складала біля 70 км. Численний і добре озброєний конвой витрачав на перетин Панамського перешийка близько трьох тижнів (20 днів).
Величезні обсяги срібла і золота, що надходили з Перу, вивантажувались з кораблів в Панамі, перевантажувались на мулів і транспортувались по Королівській дорозі в складі Срібних караванів до Номбре-де-Діос (а згодом до Портобело) де знову завантажувались на кораблі для подальшого перевезення в Іспанію.